# Changzhug
Le Tradruk Gönpa, appelé en chinois Chāngzhū Sì, est un monastère plus historique du bouddhisme tibétain situé dans le comté de Nêdong dans la préfecture de Shannan en Région autonome du Tibet, à environ sept kilomètres au sud de Tsetang.
Il est protégé depuis la 4 mars 1961, dans la 1re liste des sites historiques et culturels majeurs protégés au niveau national pour la région autonome du Tibet sous le numéro de catalogue, 1-82

## Légendes sur sa fondation
Tradruk Gonpa est un des plus anciens monastères bouddhistes du Tibet. Il aurait été fondé au VIIe siècle sous le règne du 33e roi du Tibet Songtsen Gampo. Selon l'histoire, Tradruk Gonpa était un des douze monastères geomantique. Selon une autre histoire, au site du monastère il y avait au début un lac habité par un dragon à 5 têtes. Songtsen Gampo put appeler un énorme faucon par méditation, qui a battu le dragon et a bu toute l'eau du lac, permettant la construction du temple. Cette légende expliquerait le nom du temple.

## Histoire
Sous la règle du 38e roi Trisong Detsen (740–797), et Muné Tsenpo, Tradruk Gonpa fut un des treize monastères royaux.
Pendant la persécution de bouddhisme sous le règne de Lang darma (r.841–842) et pendant l'invasion Mongol de Dzoungarie (le nord du Turkestan oriental) au XVIe siècle, le monastère a été lourdement endommagé.
En 1351, Tradruk Gonpa a été restauré et agrandi ; sous le règne du 5e Dalai Lama Lobsang Gyatso (1642–1682), le monastère a obtenu un toit doré, et sous le 7e Dalai Lama Kelzang Gyatso  (1751–1757), il a été agrandi. À la fin du XVIIIe siècle, Tradruk Gonpa est comprenait 21 sanctuaires.
Après l'invasion illégale du Tibet par la Chine en 1949-1950, plusieurs bâtiments ont également été détruits pendant la révolution culturelle de Chine. Pendant les années 1980, le monastère a été restauré, et en 1988, il a été consacré encore. Aujourd'hui, le complexe a un secteur de 4667 mètres carrés et est sous protection nationale.

## Architecture et artisanat
Le centre du temple est la chapelle intérieur qui est dit de remonter au temple original construit par Songtsen Gampo ; selon la légende, il comprenait des statues de pierre du Bouddha  et de Tara. Aujourd'hui, la chapelle loge des figures d'argile qui sont dites contenir des fragments des statues originales.
Le trésor le plus important de Changzhug est un tangka embelli avec les milliers de perles, qui est dit avoir été fait par la princesse Wencheng. Il représente Wencheng sous la forme de Tara blanche. Le Tangka est gardé dans la chapelle centrale à l'étage supérieur. C'est un des trois seuls tangkas faits par Wencheng. Des deux autres, l'un est dans le stupa reliquaire du 5e Dalai Lama dans le palais du Potala à Lhassa et à Xigazê. Il y a une statue célèbre de « conversation » de Padmasambhava à l'âge de huit ans dans la même pièce à Changzhug.
Changzhug possédait une cloche célèbre, qui n'est plus dans le monastère.
Le bâtiment principal est entouré de plusieurs plus petit sanctuaires.

## Rituels
Chaque année, au mois de juin, des danses rituelles sont réalisées à Changzhug, connu comme Mêdog Qoiba (me tog mchod pa « offrande de fleurs »).

## Galerie

Changzhug
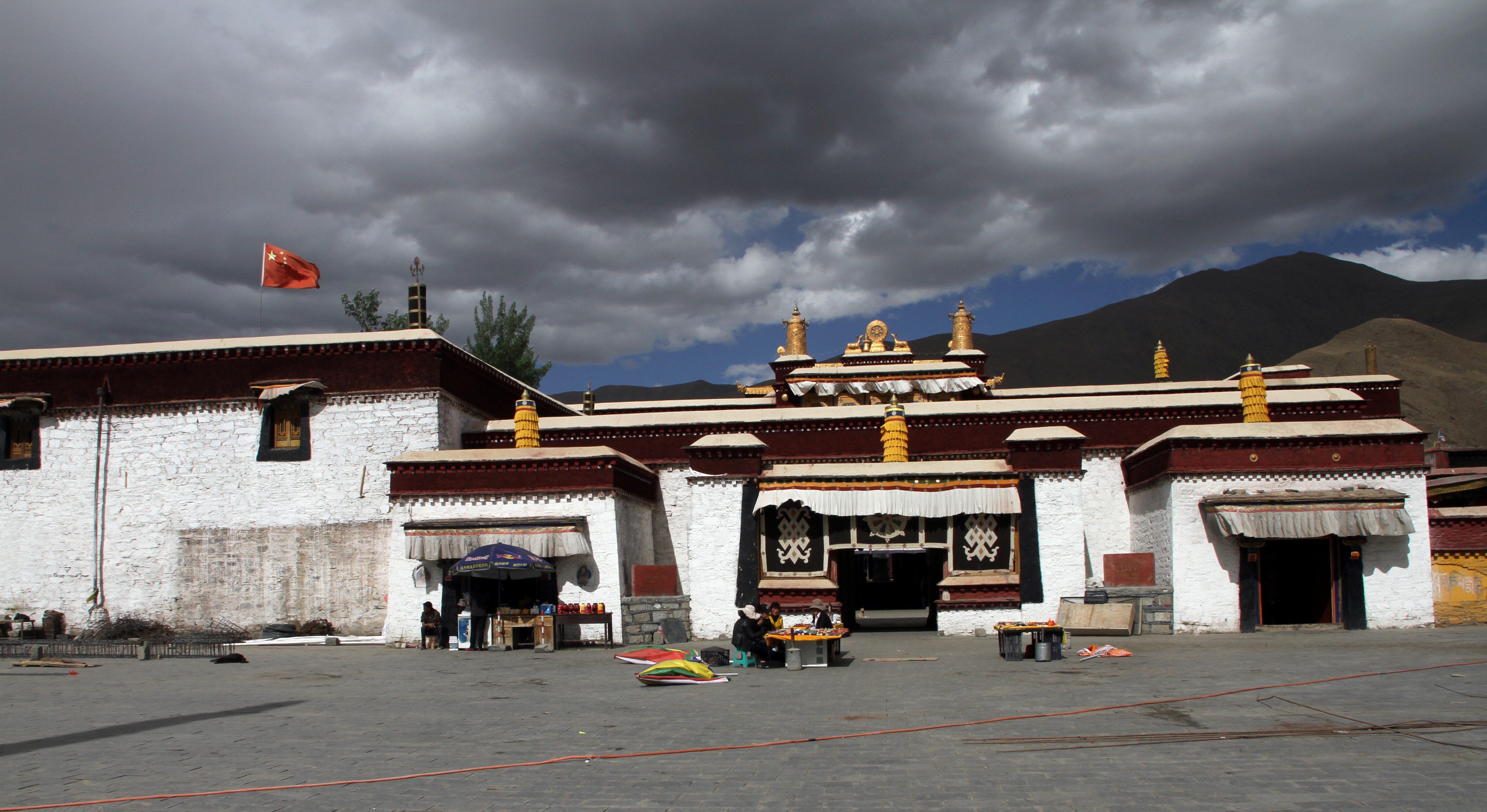
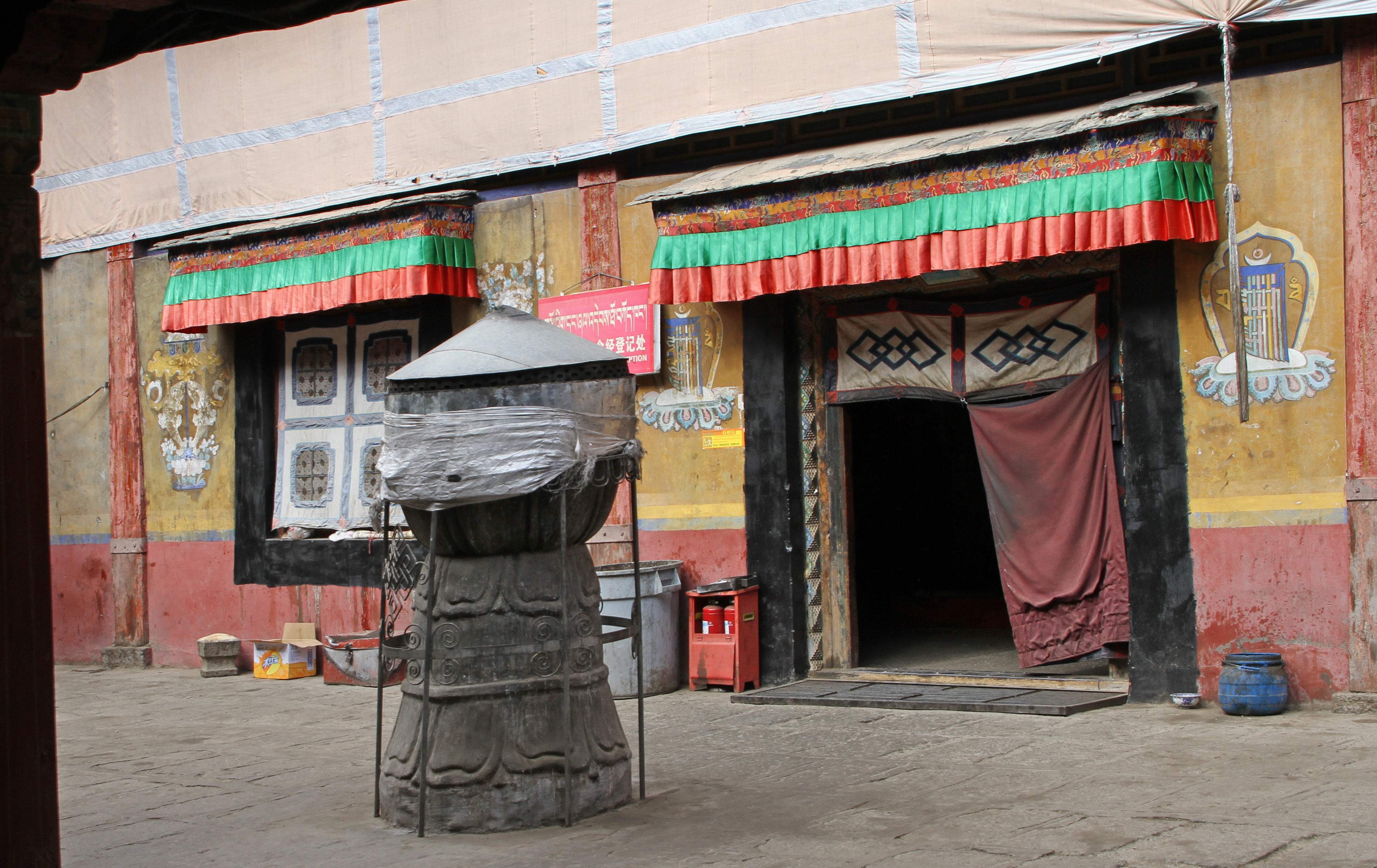
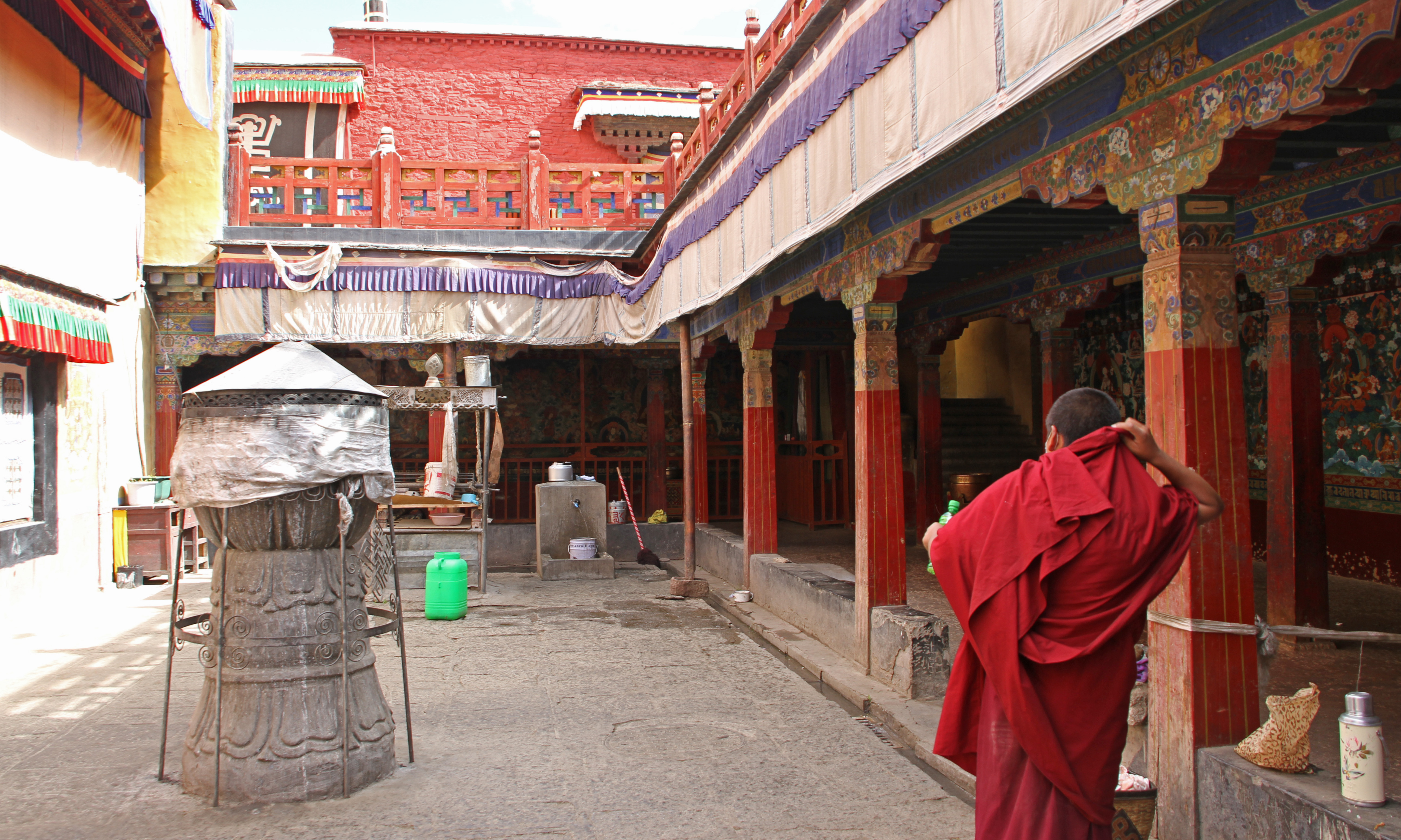
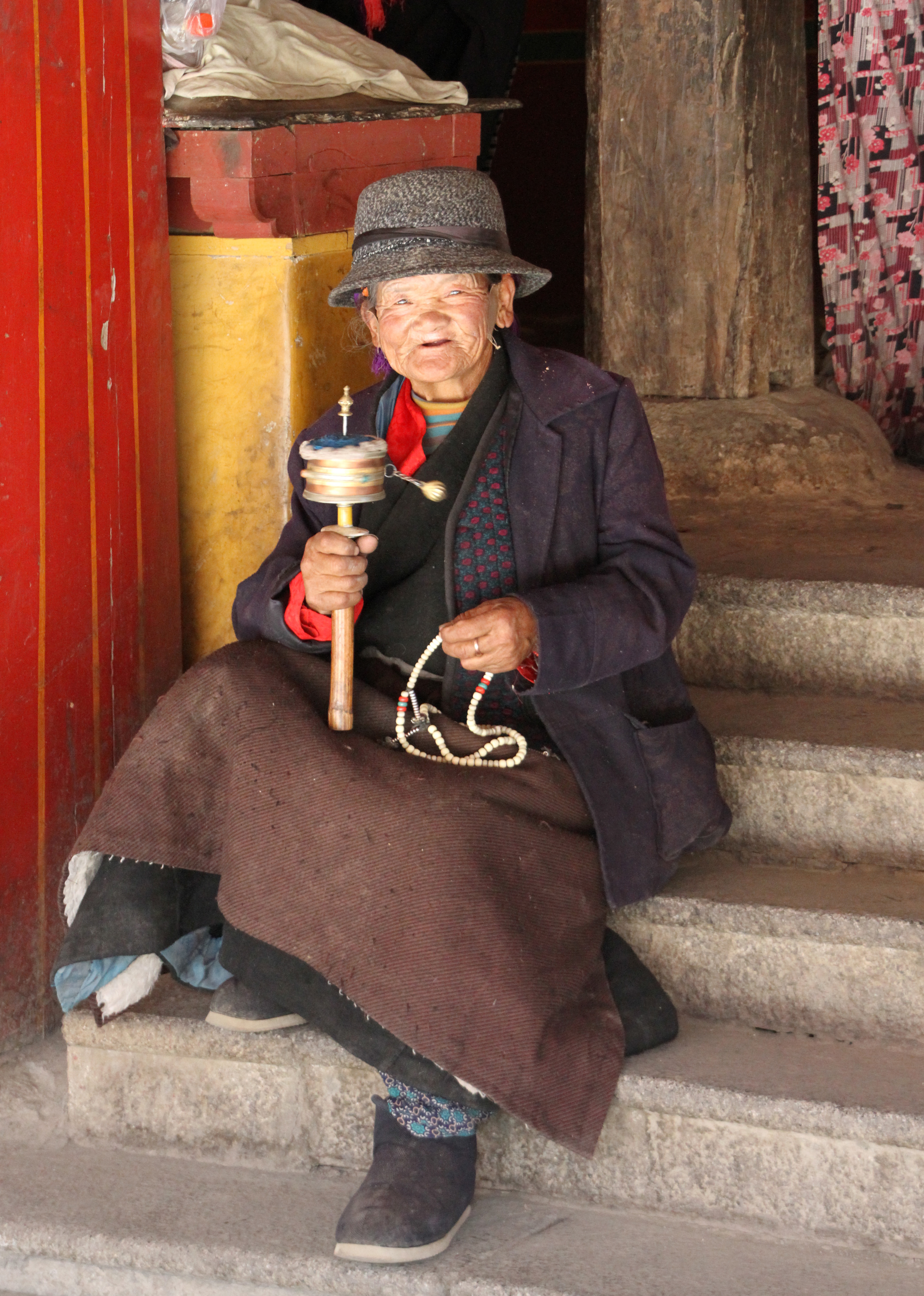
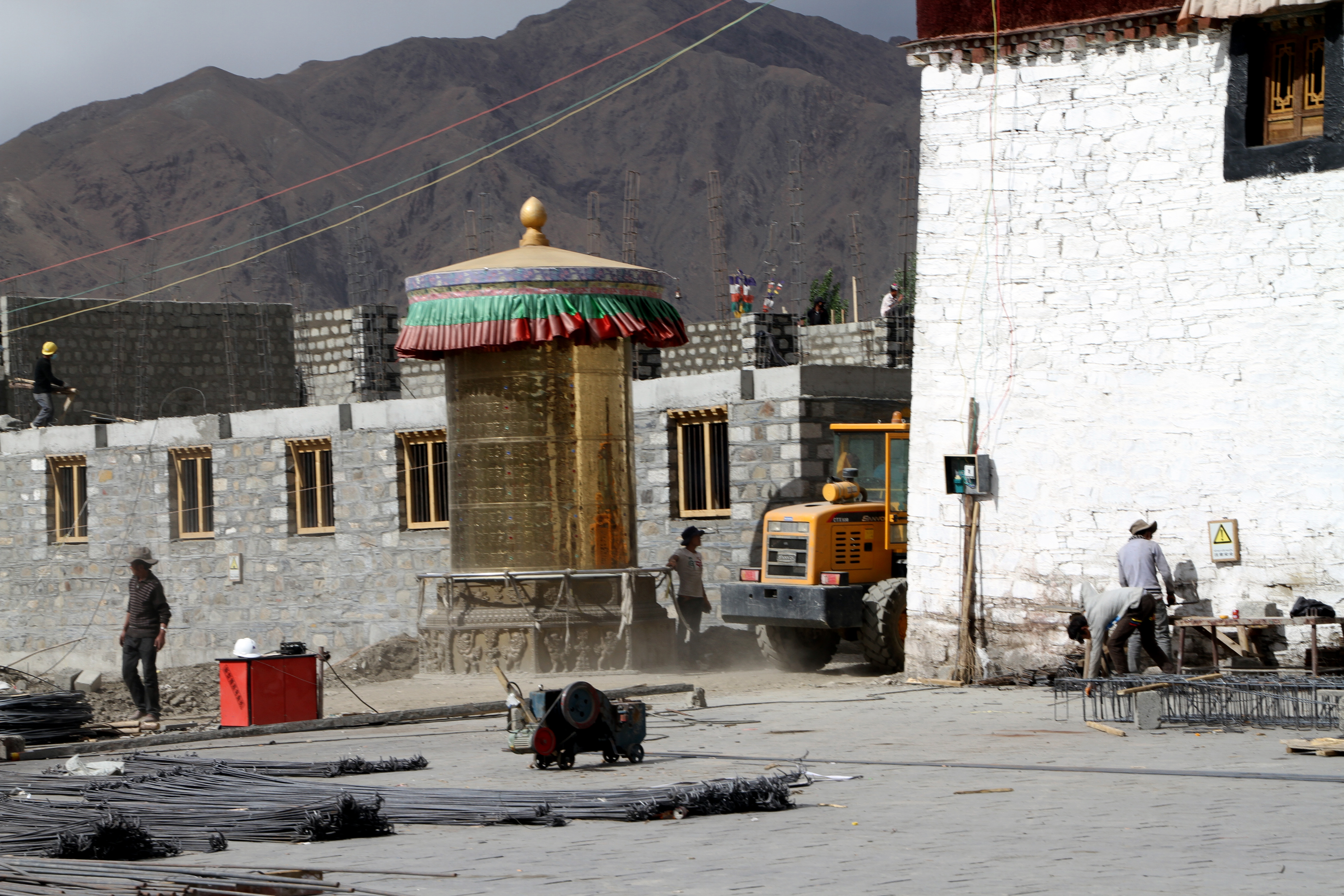
Reconstruction 2014